# Gonyleptes vatius
Gonyleptes vatius is een hooiwagen uit de familie Gonyleptidae.